# FNSドラマ対抗 お宝映像アワード
『FNSドラマ対抗 お宝映像アワード』（エフエヌエスドラマたいこう おたからえいぞうアワード）は、フジテレビ系列各社（FNS）で2020年10月26日から改編期に放送されているバラエティ番組、特別番組。2018年春の『FNS番組対抗オールスター春の祭典 目利き王決定戦』以来、約2年半ぶりのフジテレビ系列NG集番組となる。MCは設楽統・日村勇紀（バナナマン、日村は第2回までは審査員）、進行は永島優美（フジテレビアナウンサー）であり、審査員長は高橋英樹。

## 概要
この番組の放送時期のクールに放送されるFNS系列新作ドラマや、大ヒットした名作ドラマなど数あるFNS系列ドラマの中から、撮影中に起こったハプニング、おもしろNGシーン、オフショットなど、普段は見ることができないドラマの裏側を放送する番組。最もステキなお宝映像を提供した出演者には新ドラマ毎に原則1名ずつ「お宝映像アワード」が贈呈される。
新作ドラマのNGシーンのみならず、過去に同局の『FNS番組対抗NG大賞』や『FNS5000番組10万人総出演! がんばった大賞』で放送された名作ドラマのNGシーンや、公開予定の注目映画から最新のお宝映像、情報・報道番組の伝説のハプニング映像も放送される。
FNS系列のNG特集としては、2018年春の『FNS番組対抗オールスター春の祭典 目利き王決定戦』内のコーナー以来約2年半ぶりとなる。また、独立したFNS系列のNG特集番組としては、2016年春をもって放送終了した『草彅剛のがんばった大賞』以来約4年半ぶりとなる。「『がんばった大賞』令和版」とも言われている。
番組タイトルは「FNSドラマ対抗 - 」となっているがFNS系列のドラマだけでなく、これまでのNG特集番組とは異なり映画でのNGシーンも放送される。また、第2回まではドラマ・映画のNGシーンのみを放送していたが、第3回からはFNS系列局の生放送ハプニングや、フジテレビの報道・情報番組の生放送ハプニングも放送される。FNS系列局のハプニングについては、最もインパクトのあった作品に「FNSお宝映像アワード」が贈呈される。第4回はバラエティー番組の未公開が放送。
なお、当番組放送前の2020年6月10日には同じくバナナマンが出演した『FNSドラマ 超アガる!名場面アワード』が放送されたが、そちらはNGシーンの放送がメインではなく、FNS系列で過去に放送されたドラマの名場面を「超アガる!胸キュン名シーン部門ランキング」、「超アガる!ついつい真似した!あのセリフ部門」、「3分で泣ける!感動名シーン部門ランキング」、「超アガる!発掘!あのスターのお宝映像部門」、「超アガる!ヒーローが怒った!正義の瞬間部門ランキング」と部門ごとに放送するものであった。

## 放送リスト
| 放送回 | 放送年 | 季節 | 放送日   | 放送曜日 | 放送時間（JST） | 「FNSお宝映像アワード」受賞局 | スペシャルゲスト出演ドラマ | 備考           |
| ------ | ------ | ---- | -------- | -------- | --------------- | ----------------------------- | --- | -------------- |
| 第1回  | 2020年 | 秋   | 10月26日 | 月曜日   | 21:00 - 22:48   | （設定無し）                  | 『監察医朝顔 第2シリーズ』 『姉ちゃんの恋人』 『ルパンの娘 第2シリーズ』 『さくらの親子丼』                                                                                     | [ 3 ]          |
| 第2回  | 2021年 | 春   | 3月29日  | 月曜日   | 21:00 - 22:54   | （設定無し）                  | 『イチケイのカラス』 『大豆田とわ子と三人の元夫』 『レンアイ漫画家』 『最高のオバハン 中島ハルコ』                                                                              | [ 6 ]          |
| 第3回  | 2021年 | 秋   | 9月27日  | 月曜日   | 21:00 - 22:48   | 長野放送・砂嵐                | 『ラジエーションハウスII〜放射線科の診断レポート〜』 『アバランチ』 『SUPER RICH』 『顔だけ先生』                                                                               | [ 7 ]          |
| 第4回  | 2022年 | 春   | 4月4日   | 月曜日   | 20:00 - 22:48   |                               | 『元彼の遺言状』 『恋なんて、本気でやってどうするの?』 『ナンバMG5』 『やんごとなき一族』 『クロステイル 〜探偵教室〜』                                                         | [ 注 1 ] [ 9 ] |
| 第5回  | 2022年 | 秋   | 10月6日  | 木曜日   | 19:00 - 21:54   |                               | 『PICU 小児集中治療室』 『エルピス ‐希望、あるいは災い‐』 『親愛なる僕へ殺意をこめて』 『silent』 『最高のオバハン 中島ハルコ』                                                 |                |
| 第6回  | 2023年 | 春   | 4月13日  | 木曜日   | 19:00 - 21:54   |                               | 『風間公親－教場０－』 『合理的にあり得ない ～探偵・上水流涼子の解明～』 『ホスト相続しちゃいました』 『わたしのお嫁くん』 『あなたがしてくれなくても』 『グランマの憂鬱』      |                |
| 第7回  | 2023年 | 秋   | 9月25日  | 月曜日   | 20:00 - 21:54   |                               | 『ONE DAY～聖夜のから騒ぎ～』 『トクメイ！警視庁特別会計係』 『時をかけるな、恋人たち』 『パリピ孔明』 『いちばんすきな花』 『うちの弁護士は手がかかる』 『あたりのキッチン！』 |                |
| 第8回  | 2024年 | 春   | 3月25日  | 月曜日   | 20:00 - 21:54   |                               | 『366日』 『アンメット-ある脳外科医の日記-』 『ブルーモーメント』 『Re:リベンジ-欲望の果てに-』 『イップス』 『おいハンサム!!2』                                                |                |
| 第9回  | 2024年 | 秋   | 10月3日  | 木曜日   | 19:00 - 21:00   |                               | 『嘘解きレトリック』 『モンスター』 『オクラ〜迷宮入り事件捜査〜』 『スノードロップの初恋』 『全領域異常解決室』 『わたしの宝物』 『バントマン』                                |                |

## 出演者

### MC
- 設楽統（バナナマン）[3][6][7][9]
- 日村勇紀（バナナマン）[3][6][7][9] - 第2回までは審査員として出演。第8回は（収録時）体調不良のため休演。

### 進行役
- 藤本万梨乃（フジテレビアナウンサー、第9回）[10]

#### 過去の進行役
- 永島優美（フジテレビアナウンサー、第1 - 7回）[3][6][7][9]
- 宮司愛海（フジテレビアナウンサー、第8回）[11]

### 審査員長
- 高橋英樹[3][6][7][9]

### 審査員
- なえなの（2024年秋）[10]

#### 過去の審査員
- アンミカ（2020年秋）[3]
- 生見愛瑠（2020年秋）[3]
- 河合郁人（A.B.C-Z、2020年秋 - 2021年春）[3][6]
- ぺこぱ（松陰寺太勇・シュウペイ、2020年秋 - 2021年春）[3][6]
- 朝日奈央（2021年春）[6]
- 髙橋ひかる（2021年秋）[7]
- 見取り図（盛山晋太郎・リリー、2021年秋）[7]
- 児嶋一哉（アンジャッシュ、2022年春）[9]
- 古川優奈（ゆうちゃみ、2022年春）[9]
- 小峠英二（バイきんぐ、2022年秋）[12]
- みちょぱ（2022年秋）[12]
- 高山一実（2023年春）[13]
- マヂカルラブリー（野田クリスタル・村上、2023年春）[13]
- あの（2023年秋）[14]
- 村重杏奈（2024年春）[11]

## スペシャルゲスト
名前の太字はお宝映像アワード受賞者。

### 2020年秋
月9『監察医朝顔 第2シリーズ』
- 上野樹里 - ナイスツッコミで賞
- 風間俊介
- 森本慎太郎（SixTONES）
- 山口智子

火9（カンテレ）『姉ちゃんの恋人』
- 有村架純 - 可愛くごまかしたで賞
- 林遣都
- 高橋海人（King & Prince）

木曜劇場『ルパンの娘 第2シリーズ』
- 深田恭子 - よく我慢したで賞
- 瀬戸康史
- 橋本環奈
- 渡部篤郎

オトナの土ドラ（東海テレビ）『さくらの親子丼』
- 真矢ミキ - 肝がすわっているで賞
- 新川優愛
- 名取裕子

### 2021年春
月9『イチケイのカラス』
- 竹野内豊
- 黒木華 - 笑顔のフォローが素敵で賞
- 新田真剣佑
- 小日向文世

火9（カンテレ）『大豆田とわ子と三人の元夫』
- 松たか子 - カミカミだったけど2人の演技は噛み合ってたで賞
- 岡田将生 - 同上
- 角田晃広（東京03）

木曜劇場『レンアイ漫画家』
- 鈴木亮平
- 吉岡里帆
- 片岡愛之助 - 笑い過ぎで賞

オトナの土ドラ（東海テレビ）『最高のオバハン 中島ハルコ』
- 大地真央 - 演技は迫力あっても謝る姿はカワイイで賞
- 松本まりか

### 2021年秋
月9『ラジエーションハウスII〜放射線科の診断レポート〜』
- 窪田正孝
- 本田翼
- 広瀬アリス
- 遠藤憲一

月10（カンテレ）『アバランチ』
- 綾野剛
- 木村佳乃
- 福士蒼汰

木曜劇場『SUPER RICH』
- 江口のりこ
- 赤楚衛二
- 町田啓太

土ドラ（東海テレビ）『顔だけ先生』
- 神尾楓珠
- 貫地谷しほり

### 2022年春
月9『元彼の遺言状』
- 綾瀬はるか
- 大泉洋
- 関水渚
- 浅野和之

月10（カンテレ）『恋なんて、本気でやってどうするの?』
- 広瀬アリス
- 松村北斗（SixTONES）
- 西野七瀬

水10『ナンバMG5』
- 間宮祥太朗
- 神尾楓珠
- 森川葵

木曜劇場『やんごとなき一族』
- 土屋太鳳
- 松下洸平
- 松本若菜

土ドラ（東海テレビ）『クロステイル 〜探偵教室〜』
- 鈴鹿央士
- 堀田真由
- 檀れい

### 2022年秋
月9『PICU 小児集中治療室』
- 吉沢亮
- 安田顕
- 高梨臨

月10（カンテレ）『エルピス ‐希望、あるいは災い‐』
- 長澤まさみ
- 眞栄田郷敦
- 鈴木亮平

水10『親愛なる僕へ殺意をこめて』
- 川栄李奈
- 門脇麦
- 尾上松也
- 遠藤憲一

木曜劇場『silent』
- 川口春奈
- 目黒蓮（Snow Man）
- 鈴鹿央士

土ドラ（東海テレビ）『最高のオバハン 中島ハルコ』
- 大地真央
- 田山涼成

### 2023年春
月9『風間公親－教場０－』
- 木村拓哉
- 新垣結衣
- 北村匠海

月10（カンテレ）『合理的にあり得ない ～探偵・上水流涼子の解明～』
- 天海祐希
- 松下洸平
- 仲村トオル

火ドラ☆イレブン（カンテレ）『ホスト相続しちゃいました』
- 桜井ユキ
- 三浦翔平

水10『わたしのお嫁くん』
- 波瑠
- 高杉真宙
- 竹財輝之助

木曜劇場『あなたがしてくれなくても』
- 奈緒
- 田中みな実
- 永山瑛太

土ドラ（東海テレビ）『グランマの憂鬱』
- 萬田久子
- モト冬樹

### 2023年秋
月9『ONE DAY～聖夜のから騒ぎ～』
- 江口洋介
- 松本若菜
- 中村アン

月10（カンテレ）『トクメイ！警視庁特別会計係』
- 橋本環奈
- 沢村一樹
- 佐藤二朗

火ドラ☆イレブン（カンテレ）『時をかけるな、恋人たち』
- 吉岡里帆
- じろう（シソンヌ）
- 西垣匠

水10『パリピ孔明』
- 向井理
- 上白石萌歌
- 森山未來

木曜劇場『いちばんすきな花』
- 多部未華子
- 松下洸平
- 今田美桜
- 神尾楓珠

金9『うちの弁護士は手がかかる』
- ムロツヨシ
- 平手友梨奈
- 吉瀬美智子

土ドラ（東海テレビ）『あたりのキッチン！』
- 桜田ひより
- 窪塚愛流
- 工藤美桜

### 2024年春
月9『366日』
- 広瀬アリス
- 眞栄田郷敦
- 長濱ねる

月10（カンテレ）『アンメット-ある脳外科医の日記-』
- 杉咲花
- 岡山天音
- 生田絵梨花

水10『ブルーモーメント』
- 山下智久
- 出口夏希
- 水上恒司

木10『Re:リベンジ-欲望の果てに-』
- 赤楚衛二
- 芳根京子
- 見上愛

金9『イップス』
- 篠原涼子
- バカリズム
- トリンドル玲奈

土ドラ（東海テレビ）『おいハンサム!!2』
- 吉田鋼太郎
- 木南晴夏

### 2024年秋
月9『嘘解きレトリック』
- 鈴鹿央士
- 松本穂香
- 味方良介

月10（カンテレ）『モンスター』
- 趣里
- 音月桂
- 中川翼

火9(フジテレビ制作)『オクラ～迷宮入り事件捜査～』
- 反町隆史
- 杉野遥亮
- 白石麻衣

火ドラ☆イレブン（カンテレ）『スノードロップの初恋』
- 小野花梨
- 曽田陵介

水10『全領域異常解決室』
- 藤原竜也
- 広瀬アリス
- 小日向文世

木10『わたしの宝物』
- 松本若菜
- 深澤辰哉（Snow Man）

土ドラ（東海テレビ）『バントマン』
- 鈴木伸之
- 倉科カナ

## ネット局
| 放送対象地域   | 放送局                                                   | 系列                                         |
| -------------- | -------------------------------------------------------- | -------------------------------------------- |
| 関東広域圏     | フジテレビ (CX) 『FNSドラマ対抗 お宝映像アワード』制作局 | フジテレビ系列                               |
| 北海道         | 北海道文化放送 (UHB)                                     | フジテレビ系列                               |
| 岩手県         | 岩手めんこいテレビ (mit)                                 | フジテレビ系列                               |
| 宮城県         | 仙台放送 (OX)                                            | フジテレビ系列                               |
| 秋田県         | 秋田テレビ (AKT)                                         | フジテレビ系列                               |
| 山形県         | さくらんぼテレビ (SAY)                                   | フジテレビ系列                               |
| 福島県         | 福島テレビ (FTV)                                         | フジテレビ系列                               |
| 新潟県         | 新潟総合テレビ (NST)                                     | フジテレビ系列                               |
| 長野県         | 長野放送 (NBS)                                           | フジテレビ系列                               |
| 静岡県         | テレビ静岡 (SUT)                                         | フジテレビ系列                               |
| 富山県         | 富山テレビ (BBT)                                         | フジテレビ系列                               |
| 石川県         | 石川テレビ (ITC)                                         | フジテレビ系列                               |
| 福井県         | 福井テレビ (FTB)                                         | フジテレビ系列                               |
| 中京広域圏     | 東海テレビ (THK) オトナの土ドラ → 土ドラ制作局           | フジテレビ系列                               |
| 近畿広域圏     | 関西テレビ(KTV) 火9ドラマ → 月10ドラマ制作局             | フジテレビ系列                               |
| 島根県・鳥取県 | 山陰中央テレビ (TSK)                                     | フジテレビ系列                               |
| 岡山県・香川県 | 岡山放送 (OHK)                                           | フジテレビ系列                               |
| 広島県         | テレビ新広島 (TSS)                                       | フジテレビ系列                               |
| 愛媛県         | テレビ愛媛 (EBC)                                         | フジテレビ系列                               |
| 高知県         | 高知さんさんテレビ (KSS)                                 | フジテレビ系列                               |
| 福岡県         | テレビ西日本 (TNC)                                       | フジテレビ系列                               |
| 佐賀県         | サガテレビ (STS)                                         | フジテレビ系列                               |
| 長崎県         | テレビ長崎 (KTN)                                         | フジテレビ系列                               |
| 熊本県         | テレビ熊本 (TKU)                                         | フジテレビ系列                               |
| 鹿児島県       | 鹿児島テレビ (KTS)                                       | フジテレビ系列                               |
| 沖縄県         | 沖縄テレビ (OTV)                                         | フジテレビ系列                               |
| 宮崎県         | テレビ宮崎 (UMK)                                         | フジテレビ系列 日本テレビ系列 テレビ朝日系列 |

クロスネット局に関する備考
- テレビ宮崎は遅れネット。

## スタッフ
2025年春（2025年4月7日放送分）
- ナレーター：山寺宏一
- 企画：安永英樹（フジテレビ）
- 構成：田中利明、竹内幹雄
- TM：大嶋徹（共同テレビ）
- TD／SW：菊池謙（共同テレビ）
- CAM：西口雄太（共同テレビ）
- VE：原由樹（共同テレビ）
- AUD：村脇昭一（共同テレビ）
- 照明：楢橋秀満（fmt）
- PA：長谷川大輔（サンフォニックス）
- 美術プロデューサー：木村文洋（フジアール）
- デザイン：今長和宏(弘)（フジアール）
- アートコーディネーター：横山勇（フジアール）
- 大道具制作：木村敬（東宝舞台）
- 大道具操作：三田部義弘（東宝舞台）
- アクリル装飾：松本健（ヤマモリ）
- 装飾：武田正邦（テレフィット）
- 電飾：桑島亮太（テルミック）
- 生花装飾：荒川直史（京花園）
- モニター：大高貢（マルチバックス）
- メイク：水落万里子（山田かつら）
- 番組アーカイブ：添田祐介・木下あや（共にフジテレビ）
- 番組アーカイブ：宮田眞衣・畠由季恵（共にフジテレビ）
- TK：山本悦子
- 音効：矢部公英・干谷智洋（共にアッパーアローズ）
- 編集：中川直喜・村田千秋（共に共同エディット）
- MA：内田昭弘（共同エディット）
- 協力：演陣、びーよん
- CGタイトル：タカハシジュン
- 広報：望月亜慧梨（フジテレビ）
- 演出スタッフ：菅原明日香、児玉実央
- フロアディレクター：川名良和（合同会社フロアーズANDカンパニー）
- アシスタントプロデューサー：新藤穂波
- ディレクター：渡辺恭三、西岡奈美・新谷辰雄（以上、共同テレビ）、畑川渉・河原悠樹（共にびーよん）、片岡智里、熊﨑心、玉城歩
- 制作プロデューサー：廣瀬益己、薄木瑠里（共同テレビ）
- キャスティングプロデューサー：田岸宏一（クロスエイト）
- 演出：金澤忠延（金澤→以前はVTR演出）
- 総合演出：ふじもと創（演陣）
- プロデューサー：柳川由起子（共同テレビ）
- チーフプロデューサー：竹内康人（共同テレビ）
- 制作協力：共テレ
- 制作著作：フジテレビ

### 過去のスタッフ
- 企画：前田泰成（フジテレビ）
- 構成：森一盛、田中到、佐藤俊明、岸本宙、野地努、コバヤシマナブ、ユカダイ、山口広太
- CAM：伴野匡（共同テレビ）
- VE：富田祐介（共同テレビ【当時】）
- PA：白鳥慎一郎（サンフォニックス）
- 電飾：斉藤誠二・森智（共に興進電化）
- 音効：川口匡暁（CUEVO）、山口晃司（ヴェントゥオノ）
- 編集：上本学（ONE）、木村信彦（共同エディット）
- MA：和光康彦・戸羽佐知子（共に共同エディット）
- 協力：gusuku、SOLIS produce、frame inf.、ドラゴンエンタテインメント、アール
- リサーチ：フォーミュレーション
- 広報：瀬川ネリ・藏内彩季子（共にフジテレビ）
- 演出スタッフ：植野池尋、山本彩加、中川寛太、小林彪架、水澤花菜子、今村愛子、陳茉、青木友香子
- ディレクター：並木亮介・野村緑・藤井雄真（以上、共同テレビ）、守山龍之介（frame inf.）、山田正尚（SOLIS produce）、蓑茂健太郎、中嶋亮介・塩澤駿介（共にアール）、金井克仁（イースト・ファクトリー）、一場輝、平野正貴
- VTR監修：河井二郎（共同テレビ）
- 演出：川本良樹（共同テレビ）
- 制作プロデューサー：田屋聡美（共に共同テレビ）、杉原亮一（アール）、小澤啓子
- プロデューサー：勝田久美子・川本良樹・渡邊美香・森安彩（以上、共同テレビ）
- 総合演出：城間康男（グスク）